# Modelos
Modelos ist eine Gemeinde (Freguesia) im portugiesischen Kreis Paços de Ferreira. In ihr leben 1592 Einwohner (Stand 30. Juni 2011).